# Skyros
Skyros (tiếng Hy Lạp: Σκύρος) là một hòn đảo của Hy Lạp, cực nam của nhóm đảo Sporades trên biển Aegea. Khoảng thế kỷ 2 TCN và một thời gian ngắn sau đó, hòn đảo được gọi là Đảo của người Magnetes nơi người Magnetes đã sống và sau đó là người Pelasgia và người Dolopia và người Skyros sau đó. Với diện tích 209 km², đây là hòn đảo lớn nhất tại Sporades, và có số dân là 3.000 (2003). Đảo là một phần của đơn vị thuộc vùng Euboea.
Không quân Hy Lạp có một căn cứ tại Skyros, do vị trí chiến lược của đảo là nằm giữa biển Aegea.
Phía bắc hòn đảo có rừng bao phủ, và có núi Olympus (403 m), trong khi phía nam có ngọn núi cao nhất gọi là Kochila, (792 m), trơ trụi và đầy đá. Thủ phủ của hòn đảo cũng gọi là Skyros (dân địa phương gọi là Chora). Cảng chính nằm ở bờ biển phía tây là Linaria. Trên đảo có một lâu đài (kastro) có từ thời Venezia xâm chiếm (thế kỷ 13 đến 15), Tu viện Thánh George từ thời Đông La Mã, phần mộ của nhà thơ người Anh Rupert Brooke tại cảng Tris Boukes. Đảo có nhiều bài biển. Trên đảo có giống ngựa Skyros.